# Kameanîi Brid, Korostîșiv
Kameanîi Brid (în ucraineană Кам`яний Брід) este o comună în raionul Korostîșiv, regiunea Jîtomîr, Ucraina, formată numai din satul de reședință.

## Demografie
Componența lingvistică a comunei Kameanîi Brid
     Ucraineană (98,37%)
     Rusă (1,25%)
     Alte limbi (0,38%)
Conform recensământului din 2001, majoritatea populației comunei Kameanîi Brid era vorbitoare de ucraineană (98,37%), existând în minoritate și vorbitori de rusă (1,25%).